# Тассара, Уго
Уго Тассара Оливарес (исп. Hugo Tassara Olivares; 14 февраля 1924, Икике, Чили — 12 февраля 2016, Сан-Рамон, Коста-Рика) — чилийский футбольный тренер.

## Карьера
В качестве наставника Тассара долгое время работал с чилийским «Коло-Коло» и коста-риканским «Алахуэленсе». За свою карьеру он несколько раз приходил и уходил в эти команды. Их он приводил к чемпионским титулам своих стран. Также чилиец руководил другими местными клубами. В разные годы Тассара возглавлял сборные Коста-Рики и Панамы.

## Достижения
- Чемпион Чили (1): 1963.
- Обладатель Кубка Чили (1): 1958.
- Чемпион Коста-Рики (1): 1960.